# Ніколь Бекер
Ніко́ль «Нікі» Беке́р (ісп. Nicole Becker, нар. 4 січня 2001 року, Буенос-Айрес) — аргентинська кліматична активістка та одна із засновниць руху «Молодь за клімат» (ісп. Jóvenes por el Clima) в Аргентині, що є частиною «Шкільного страйку заради клімату» (Fridays for Future). Вона також є організаторкою програми Fridays for Future на міжнародному рівні, де бере участь в ініціативі MAPA (Найбільш постраждалі люди і райони), яка працює з людьми та районами, які найбільше постраждали від зміни клімату. Вона кілька разів виступала в Національному конгресі, пропагуючи ухвалення законів, пов'язаних зі зміною клімату.

## Громадська діяльність
З раннього дитинства Бекер брала участь у маршах за права жінок і людини загалом, незважаючи на насмішки оточення. У лютому 2019 року вона побачила в Instagram відео молодих людей у Європі, які закликали до боротьби з кліматичною кризою. У той таки час відомою стала Ґрета Тунберґ, і перший Міжнародний марш проти кліматичної кризи, який відбувся 15 березня 2019 року. З огляду на ці події, Бекер і кілька друзів вирішили заснувати Jóvenes por el Clima Argentina в рамках руху «Шкільний страйк заради клімату», і вони мобілізували 5000 людей на марш в Аргентині.
Бекер є оглядачкою у кількох радіопрограмах та друкованих виданнях. Вона брала участь у радіопрограмі Permitido pisar el pasto на радіо Futuröck і є представницею Аргентинського відділення ЮНІСЕФ #UnaSolaGeneración.
У 2019 році вона отримала стипендію для участі в кліматичній конференції ООН у Мадриді від імені аргентинської молоді. Amnesty International визнала її однією з «Campeonas de Escazú» за її роль у поширенні Угоди Ескасу. У березні 2020 року Палата депутатів присудила їй спеціальну нагороду як орієнтир для нових поколінь. У 2021 році була обрана «Юним чемпіоном» за програмою Sanidad y Agua para Todos (SWA).
Бекер вивчає право в Університеті Буенос-Айреса.